# Шляхівська сільська громада (Вінницька область)
Шляхівська сільська об'єднана територіальна громада —колишня об'єднана територіальна громада в Україні, в Бершадському районі Вінницької області. Адміністративний центр — село Шляхова.
Площа громади — 86,7 км², населення — 2706 мешканців (2018).
Утворена 19 липня 2017 року шляхом об'єднання Тирлівської та Шляхівської сільських рад Бершадського району.
6 травня 2020 року Кабінет Міністрів України затвердив перспективний план формування територій громад Вінницької області, в якому Шляхівська ОТГ відсутня, а Тирлівська та Шляхівська сільські ради включені до Джулинської сільської громади.

## Населені пункти
До складу громади входять 1 селище (Кавкули) і 4 села: Завітне, Теофілівка, Тирлівка, Шляхова.